# Alaor Azevedo
Alaor Gaspar Pinto Azevedo (Itajubá) é um médico brasileiro que se destacou como jogador de tênis de mesa.

## Biografia
Alaor Azevedo formou-se em medicina pela Universidade Federal do Rio de Janeiro (UFRJ), em 1978. Teve destacada atuação no Hospital Federal dos Servidores do Estado do Rio de Janeiro, onde foi residente de 1979 a 1981, e depois atuando em várias funções, inclusive como diretor geral entre os anos de 1997 e 1998 e assessor da Chefia da UPE (Unidade de Pacientes Externos) de junho de 2008 até a aposentadoria, em 2017. Ao todo, foram 33 anos e 6 meses no Hospital. Foi secretário do Conselho Deliberativo da Associação dos Servidores do Hospital dos Servidores do Estado (ASHSE) e foi presidente da Comissão Fiscal de 1994 até 2005.
Também atuou como assessor de planejamento da Secretaria Municipal de Saúde do Rio de Janeiro, entre janeiro de 1999 e junho de 2008; oficial médico da Marinha do Brasil, entre 1983 e 1986; e médico em diversas empresas particulares, como COMIG(Companhia Madeireira São Miguel), NORPALMA (Palmitos do Norte Ltda) e Indústria e Comércio Aramã Ltda.Ele é especializado em Medicina no Trabalho pela Universidade Gama Filho; Hematologia Clínica, pela Sociedade Brasileira de Hematologia e Hemoterapia; e Medicina Interna, pelo Hospital Federal dos Servidores do Estado, além de ser membro efetivo da Sociedade Brasileira de Alergia e Imunologia.

## O Esporte
Alaor Azevedo teve o primeiro contato com o tênis de mesa no final da década de 1960 e se tornou atleta aos 12 anos de idade, ainda em sua cidade natal, onde foi campeão mineiro em todas as categorias. Ao se transferir para Santos, passou a alçar voos mais altos, tendo feito parte inclusive da Seleção Brasileira juvenil no Campeonato Sul-Americano de 1971 (campeão por equipes) e da Seleção principal nos Mundiais de Calcutá (1975) e Birmingham (1977). Sua carreira foi recheada de títulos universitários, paulistas, dois tricampeonatos cariocas (duplas e equipes pelo Fluminense, onde jogou por seis anos) e algumas finais de Campeonatos Brasileiros. Por sua exitosa carreira no Fluminense, recebeu o título de benemérito atleta do clube, sendo membro nato do Conselho de Administração do mesmo.
Ele encerrou a carreira de jogador em 1978, quando se formou médico.
Abaixo, seguem as participações de Alaor Azevedo como atleta:
| ANO  | CLASSIFICAÇÃO  | LOCAL DO EVENTO       | COMPETIÇÃO                                                                | ESTADO/PAIS | CATEGORIA POR EVENTO                       |
| 1968 | 3º Lugar       | São Bernardo do Campo | Campeonato Brasileiro                                                     | MG          | Equipes Adultas                            |
| 1968 | Vice-Campeão   | Belo Horizonte        | Campeonato Mineiro de Tênis de Mesa                                       | MG          | Individual Juvenil                         |
| 1968 | Vice-Campeão   | Belo Horizonte        | Campeonato Mineiro de Tênis de Mesa                                       | MG          | Equipes Juvenis                            |
| 1969 | Vice-Campeão   | Rio de Janeiro        | Campeonato Brasileiro de Tênis de Mesa                                    | MG          | Equipes Infantis                           |
| 1969 | Campeão        | Poços de Caldas       | Campeonato Mineiro de Tênis de Mesa                                       | MG          | Individual Infantil                        |
| 1969 | Campeão        | Lavras                | I Jogos Abertos de Lavras                                                 | MG          | Equipes Masculinas                         |
| 1969 | Campeão        | Varginha              | II Jogos Abertos do Interior de Minas Gerais                              | MG          | Equipes Masculinas                         |
| 1969 | Campeão        | Itajubá               | III Jogos de Inverno da Cidade de Itajubá                                 | MG          | Individual Masculino                       |
| 1969 | Melhor Jogador | Belo Horizonte        | Minas Gerais - eleito pelo Jornal Diário de Minas e outros                | MG          | Infantil                                   |
| 1970 | 3º Lugar       | Belo Horizonte        | Campeonato Brasileiro de Tênis de Mesa                                    | MG          | Equipes Juvenis                            |
| 1970 | Campeão        | Belo Horizonte        | Campeonato Mineiro de Tênis de Mesa                                       | MG          | Equipes Juvenis                            |
| 1970 | Vice-campeão   | Belo Horizonte        | Campeonato Mineiro de Tênis de Mesa                                       | MG          | Individual Juvenil                         |
| 1970 | Tricampeão     | Varginha              | III Jogos Abertos do Interior de Minas                                    | MG          | Individual Masculino                       |
| 1971 | Campeão        | São Paulo             | Campeonato Sul Americano de Tênis de Mesa                                 | BRA         | Equipes Juvenis                            |
| 1971 | 4º Lugar       | São Paulo             | Campeonato Sul Americano de Tênis de Mesa                                 | BRA         | Individual Juvenil                         |
| 1971 | Vice Campeão   | Santos                | Campeonato Brasileiro de Tênis de Mesa                                    | MG          | Equipes Juvenis                            |
| 1971 | 3º Lugar       | Santos                | Campeonato Brasileiro de Tênis de Mesa                                    | MG          | Individual Juvenil                         |
| 1971 | Vice Campeão   | Itajubá               | Campeonato Mineiro de Tênis de Mesa                                       | MG          | Equipes Adultos                            |
| 1972 | 3º Lugar       | Salvador              | Campeonato Brasileiro de Tênis de Mesa                                    | MG          | Equipes Adultas                            |
| 1972 | Campeão        | Poços de Caldas       | Campeonato Mineiro de Tênis de Mesa                                       | MG          | Individual Adulto                          |
| 1972 | Vice Campeão   | Rio de Janeiro        | Campeonato Carioca de Tênis de Mesa                                       | MG          | Individual                                 |
| 1972 | Vencedor *     | Rio de Janeiro        | Amistoso Internacional "China Nacionalista x Brasil" - um jogo            | BRA         | Equipes Masculinas                         |
| 1973 | Campeão        | Belém                 | Campeonato Brasileiro Universitário de Tênis Mesa                         | RJ          | Duplas Masculinas                          |
| 1973 | Vice Campeão   | Belém                 | Campeonato Brasileiro Universitário de Tênis Mesa                         | RJ          | Equipes                                    |
| 1973 | Campeão        | Belo Horizonte        | Campeonato Mineiro de Tênis de Mesa                                       | MG          | Equipe Adulta                              |
| 1973 | Campeão        | Rio de Janeiro        | IV Olimpíadas Universitárias do Rio de Janeiro                            | RJ          | Equipes                                    |
| 1974 | Vice Campeão   | Goiania               | Campeonato Brasileiro de Tênis de Mesa                                    | RJ          | Equipes Adultas                            |
| 1974 | Vice Campeão   | Goiania               | Campeonato Brasileiro de Tênis de Mesa                                    | RJ          | Duplas Masculinas                          |
| 1974 | Bi Campeão     | Vitória               | Campeonato Brasileiro Universitário de Tênis de Mesa                      | RJ          | Duplas Masculinas                          |
| 1974 | Vice Campeão   | Vitória               | Campeonato Brasileiro Universitário de Tênis de Mesa                      | RJ          | Equipes                                    |
| 1974 | Campeão        | Rio de Janeiro        | Campeonato Carioca de Tênis de Mesa                                       | RJ          | Duplas Masculinas                          |
| 1974 | Vice Campeão   | Rio de Janeiro        | Campeonato Carioca de Tênis de Mesa                                       | RJ          | Individual 1ª Divisão                      |
| 1974 | Campeão        | Rio de Janeiro        | V Dia Olímpico Universitário                                              | RJ          | Equipes                                    |
| 1974 | Vice Campeão   | Rio de Janeiro        | VII Olimpíadas Universitárias de Tênis de Mesa                            | RJ          | Equipes                                    |
| 1974 | Vice Campeão   | Rio de Janeiro        | VII Olimpíadas Universitárias de Tênis de Mesa                            | RJ          | Individual                                 |
| 1975 | Participante   | Calcutá               | XXXIII Campeonato Mundial de Tênis de Mesa                                | BR          | Equipes e Individual                       |
| 1975 | Vice Campeão   | Goiania               | Campeonato Sul Americano de Clubes de Tênis de Mesa                       | RJ          | Equipes                                    |
| 1975 | Vice Campeão   | Maceió                | Campeonato Brasileiro Universitário de Tênis de Mesa                      | RJ          | Equipes                                    |
| 1975 | Bi Campeão     | Rio de Janeiro        | Campeonato Carioca de Tênis de Mesa                                       | RJ          | Duplas Masculinas 1ª Divisão               |
| 1975 | Vice Campeão   | Rio de Janeiro        | Campeonato Carioca de Tênis de Mesa                                       | RJ          | Individual 1ª Divisão                      |
| 1975 | 3º Lugar       | Rio de Janeiro        | VIII Olimpíadas Universitárias do Rio de Janeiro                          | RJ          | Equipes                                    |
| 1976 | Participante   | Cidade do México      | III Torneio de Invitacion Amistoso Asia, Africa e América Latina (Brasil) | BR          | Equipes e Individual                       |
| 1976 | Campeão        | Rio de Janeiro        | Torneio Internacional de Tênis de Mesa "Marilda Horta"                    | RJ          | Equipes                                    |
| 1976 | Vice Campeão   | Assunção              | Torneio Internacional de Tênis de Mesa do Paraguai                        | RJ          | Equipes Adultas/Duplas Mistas e Masculinas |
| 1976 | Vice Campeão   | Natal                 | Campeonato Brasileiro de Tênis de Mesa                                    | RJ          | Equipes Adultas e Duplas Masculinas        |
| 1976 | Campeão        | Rio de Janeiro        | Campeonato Carioca de Tênis de Mesa                                       | RJ          | Equipes 1ª Divisão                         |
| 1976 | Vice Campeão   | Rio de Janeiro        | Torneio Início de Tênis de Mesa                                           | RJ          | Individual                                 |
| 1977 | Campeão        | Manaus                | Torneio Interestadual "CERMAN"                                            | RJ          | Individual                                 |
| 1977 | Bi Campeão     | Rio de Janeiro        | Campeonato Carioca de Tênis de Mesa                                       | RJ          | Equipes 1ª Divisão                         |
| 1977 | Vice Campeão   | Rio de Janeiro        | Campeonato Carioca de Tênis de Mesa                                       | RJ          | Individual 1ª Divisão                      |
| 1977 | Vice Campeão   | Rio de Janeiro        | Torneio Início de Tênis de Mesa                                           | RJ          | Individual                                 |
| 1977 | Campeão        | Rio de Janeiro        | X Olimpíadas Universitárias do Rio de Janeiro Modalidade Tênis de Mesa    | RJ          | Equipes                                    |
| 1977 | 3º Lugar       | Rio de Janeiro        | Campeonato Carioca Universitário de Tênis de Mesa                         | RJ          | Individual                                 |
| 1978 | 3º Lugar       | Rio de Janeiro        | Torneio Início de Tênis de Mesa                                           | RJ          | Individual                                 |
| 1978 | 3º Lugar       | Rio de Janeiro        | Campeonato Carioca Universitário de Tênis de Mesa                         | RJ          | Individual                                 |

Como monitor de Educação Física, no Rio de Janeiro (onde passou a residir em 1972), atuou na Universidade Santa Úrsula, entre 1975 e 1979, e na Universidade Gama Filho, entre 1977 e 1980. Foi responsável pelo Tênis de Mesa junto à coordenação geral de Educação Física Desportiva, na Escola de Educação Física e Desportos - Universidade Federal do Rio de Janeiro, entre 1975 e 1977.
Sua primeira atuação em entes federativos foi na Federação de Esportes Universitários do Rio de Janeiro, como diretor de Tênis de Mesa, de agosto de 1973 a outubro de 1977. Presidiu a Federação Carioca de Tênis de Mesa, entre fevereiro de 1976 e fevereiro de 1978. Foi membro do Conselho de Assessores de Tênis de Mesa da Confederação Brasileira de Desportos, de abril de 1977 a março de 1978. Posteriormente, foi eleito presidente do mesmo Conselho, tendo ocupado o cargo até agosto de 1978.
Em 1979, foi um dos responsáveis pelo movimento que fundou a Confederação Brasileira de Tênis de Mesa, no dia 30 de maio daquele ano.

## CBTM
Alaor exerceu o cargo de diretor técnico da CBTM entre maio de 1984 e janeiro de 1986, durante a gestão de José Pereira Antelo. De estilo ousado, foi responsável por promover grandes competições internacionais em nosso país, como o I Aberto do Brasil, no Maracanãzinho, reunindo diversos grandes nomes do esporte no planeta, com uma organização impecável e o maior público da história do esporte no Brasil.
Em janeiro de 1986 foi eleito para seu primeiro mandato como presidente da CBTM, posteriormente sendo reeleito até 1992. Retornou em 1995, sendo eleito para mais seis mandatos, sendo que o atual tem previsão de encerramento no início de 2021.
Neste período, o tênis de mesa do Brasil teve um grande salto de crescimento. Em seu primeiro mandato, os mesa-tenistas brasileiros deixaram de apenas brigar por posições nas Américas, para conquistarem uma hegemonia no continente sul-americano e buscarem resultados internacionais.
Posteriormente, em 2007, iniciou um projeto de crescimento da modalidade, que passaria a buscar novos talentos e investir em qualidade, para que nossos atletas pudessem ter sucesso internacional. Com a ajuda de consultores internacionais, implantou projetos como o Diamantes do Futuro e a Detecção Nacional de Talentos. Atualmente, o Brasil tem vários representantes nas primeiras colocações dos rankings mundiais olímpico e paraolímpico, inclusive com uma campeã mundial infantil (Bruna Takahashi, em 2015), um Top-10 do mundo (Hugo Calderano) e uma vice-campeã mundial paralímpica (Cátia Oliveira, classe 1-2). O Brasil conquistou, em sua gestão, um inédito quinto lugar no Mundial por Equipes em 2018, só sendo derrotado por China e Alemanha, duas potências do tênis de mesa mundial.
O tênis de mesa paralímpico passou a ser gerido pela CBTM em 2007. Um ano antes, o Brasil havia vencido apenas quatro partidas no Mundial da Suíça. Dez anos depois, o patamar era completamente diferente, com quatro medalhas conquistadas nos Jogos Paralimpicos Rio 2016. No Parapan de Toronto, um ano antes, o Brasil conquistou 31 pódios no tênis de mesa, sendo 15 medalhas de ouro. No terceiro dia do Parapan, se o tênis de mesa do Brasil fosse declarado independente, seria o terceiro país das Américas, com 11 medalhas, atrás do México (12) e Brasil (27).
Com Alaor no comando, a CBTM organizou o Mundial de Veteranos em 2008, com aproximadamente 1.600 atletas, no Riocentro.  

## Atuação Internacional
Além de exercer a presidência da CBTM, Alaor Azevedo também teve atuação destacada em organismos internacionais de tênis de mesa. Foi presidente da Confederação Sul-Americana de Tênis de Mesa (Consuteme) entre 1986 e 1987. Foi vice-presidente da União Latino-Americana de Tênis de Mesa (ULTM), entre março de 1989 e março de 1991, e membro dos Comitês de Mídia e da Juventude da Federação Internacional de Tênis de Mesa (ITTF), entre março de 1989 e março de 1991. Foi eleito membro da diretoria da ITTF em março de 1991, ocupando o cargo até os dias de hoje.

## Gestão Moderna
No ano de 2017, após Assembleia Geral, durante o mandato de Alaor na CBTM, esta foi uma das primeiras entidades a aprovar a participação plena de atletas, árbitros, clubes e treinadores na tomada de decisões, ao lado dos presidentes de Federações estaduais. A CBTM foi quatro vezes premiada pelo Sou do Esporte por suas práticas de governança, ficando em quinto lugar entre todas as confederações esportivas em 2015, terceiro em 2016 e 2017 e segundo lugar em 2018.